# Gachupín
Gachupín is in Mexico een scheldwoord om een Spanjaard mee aan te duiden. De etymologie is niet geheel duidelijk, ofwel komt het van het Nahuatl cactzopin (iemand die met zijn schoenen prikt) ofwel is het een verbastering van capuchin (kapucijn).
Het woord ontstond tijdens de Koloniale Periode, en werd gebruikt om peninsulares, in de kolonie levende Spanjaarden die in Spanje waren geboren, aan te duiden, vooral door criollo's, Spanjaarden die in de kolonie waren geboren. De oorlogskreet van Miguel Hidalgo, de priester die de Mexicaanse Onafhankelijkheidsoorlog in gang zette, was dan ook "¡Viva la Virgen de Guadalupe y muerte a los gachupines!" ("Leve de Maagd van Guadalupe en dood aan de gachupines!").
Tegenwoordig wordt het woord nog steeds gebruikt, al wordt het als minder beledigend ervaren dan voorheen.